# Raboso piave
Le raboso piave est un cépage italien de raisins noirs .

## Origine et répartition géographique
Il provient du nord de l’Italie. Il est souvent vinifié en assemblage avec le raboso veronese.
Il est classé recommandé en provinces de Padoue, Trévise et Venise dans la région de Vénétie. Il est classé autorisé dans la province de Pordenone.
Il est classé cépage d'appoint en DOC Bagnoli di Sopra. En forte régression, il n’occupait plus que 1.952 ha en 1990 contre 6.330 ha en 1970.

## Caractères ampélographiques
- Extrémité du jeune rameau cotonneux blanc à liseré carminé.
- Jeunes feuilles duveteuses, vert clair.
- Feuilles adultes, à 5 lobes (parfois 7 lobes) avec des sinus supérieurs profonds étroits et fermés, un sinus pétiolaire en lyre ouverte, des dents ogivales, étroites, un limbe aranéeux.

## Aptitudes culturales
La maturité est de quatrième époque: 40 jours après le chasselas.

## Potentiel technologique
Les grappes sont moyennes et les baies sont de taille moyenne. La grappe est cylindro-conique, ailée et compacte. La chair est d'une saveur simple. Le cépage est vigoureux. Il est résistant à la pourriture grise mais sensible aux gelées de printemps en raison de son débourrement précoce. Les vins sont d’un rouge rubis intense, moyennement alcoolique, âpre, très tannique et acide.

## Synonymes
Le raboso piave est connu sous le nom de friulara, friularo di Bagnoli, nostrato nero, raboso de Conegliano, raboso di piave, raboso friulara, raboso friularo, raboso nostrano